# ابن نصوح شیرازی
ابن نَصوح شیرازی (درگذشته به سال ۷۹۳ق در تبریز) از شاعران و ادیبان پارسی‌گوی ایرانی در قرن هشتم و معاصر حافظ شیرازی بوده است.

## نام
فضل الله یا کمال الدین ابن نصوح شیرازی.

## زندگی‌نامه
ابن نصوح شیرازی شاعر پارسی گوی عهد جلایریان در قرن هشتم هجری است. اصلش از شیراز بوده و به همین علت به «ابن نصوح شیرازی» یا «ابن نصوح فارسی» شهرت یافته است. وی در صوفی آباد به خدمت شیخ علاءالدوله سمنانی (متوفی ۷۳۶ق) رسید و مدت‌ها شاگرد او بود. ابن نصوح در حدود ۷۳۶ق، یعنی روزگار ابوسعید بهادرخان ایلخانی، شاعری را آغاز کرد. ابن نصوح رابطه نزدیکی با سلمان ساوجی (متوفی ۷۷۸ق) داشت و خود را شاگرد وی می‌دانست. ابن نصوح بیشتر عمر خود را در تبریز گذراند؛ زیرا این شهر مرکز حکومت جلایریان بود.

## مذهب
ابن نصوح شیعه مذهب بود و علاقه وافری به اهل بیت و مخصوصاً حضرت علی داشت. وی ترکیب بندی نیز در مدح حضرت علی سروده و در آن اعتقاد خود را به جانشین پیامبر بودن آن حضرت بیان کرده است. علاوه بر اشارات پراکنده‌ای که در اشعارش در این‌باره دیده می‌شود، ترکیب بند او در منقبت علی (ع) در دست می‌باشد که در آن به روشنی در آن اعتقاد خود را به وصایت و جانشینی آن حضرت بیان کرده است

## آثار
ابن نصوح غیر از دیوان، مثنوی مشهوری به نام محبت‌نامه یا ده‌نامه، از نوع ده‌نامه‌های سده ۸ق دارد که به بحر هزج مسدس مقصور یا محذوف سروده شده است. موضوع محبت‌نامه وصف حالات عاشق و معشوق و عشق است که در نامه‌های متعددی (ده‌نامه) به وسیله واسطه‌هایی مانند باد، نسیم صبحگه، شانه، آینه و جز آنها بین عاق و معشوق رد و بدل می‌گردد.

## درگذشت
مورخان مرگ او را به سال ۷۹۳ق در تبریز گزارش کرده‌اند. آنچه مسلم است وی تا ۷۸۸ ق زنده بوده، زیرا در تحریری از مثنوی ده نامه این تاریخ را ذکر کرده است. تقی‌الدین کاشی درگذشت ابن نصوح را در ۷۹۳ق در تبریز گزارش کرده است